# Daytona Beach Shores
Daytona Beach Shores és una població dels Estats Units a l'estat de Florida. Segons el cens de l'1 de juliol de 2006 tenia 4.586 habitants.

## Demografia
Segons el cens del 2000, Daytona Beach Shores tenia 4.299 habitants, 2.423 habitatges, i 1.439 famílies. La densitat de població era de 1.824 habitants per km².
Dels 2.423 habitatges en un 4,1% hi vivien nens de menys de 18 anys, en un 54,5% hi vivien parelles casades, en un 3,6% dones solteres, i en un 40,6% no eren unitats familiars. En el 35,2% dels habitatges hi vivien persones soles el 19,7% de les quals corresponia a persones de 65 anys o més que vivien soles. El nombre mitjà de persones vivint en cada habitatge era d'1,77 i el nombre mitjà de persones que vivien en cada família era de 2,18.
Per edats la població es repartia de la següent manera: un 4,3% tenia menys de 18 anys, un 2,4% entre 18 i 24, un 11,5% entre 25 i 44, un 32,6% de 45 a 60 i un 49,2% 65 anys o més.
L'edat mediana era de 65 anys. Per cada 100 dones de 18 o més anys hi havia 89,5 homes.
La renda mediana per habitatge era de 43.796 $ i la renda mediana per família de 52.731 $. Els homes tenien una renda mediana de 39.118 $ mentre que les dones 24.826 $. La renda per capita de la població era de 37.010 $. Entorn del 5,4% de les famílies i el 6,8% de la població estaven per davall del llindar de pobresa.

## Poblacions més properes
El següent diagrama mostra les poblacions més properes.